# Boletellus ananas
Boletellus ananas (лат.) — гриб семейства Болетовые (Boletaceae).
Синонимы:
- Boletus ananas M.A. Curtis, 1848basionym

## Описание
- Шляпка 5—10 см в диаметре, в молодом возрасте выпуклая, затем уплощённая, светло-коричневая, с розовым оттенком, покрытая крупными хлопьевидными чешуйками красноватого или беловатого цвета.
- Мякоть шляпки белого или кремового цвета, на воздухе синеющая, мякоть ножки краснеет.
- Гименофор трубчатый, ярко-жёлтый, иногда с розоватым оттенком, при повреждении становится сине-зелёным.
- Ножка 5—10 см длиной и 1—2 см толщиной, чисто-белая или со слабым коричневатым оттенком.
- Споровый порошок оливково-коричневого цвета. Споры тёмно-коричневые, 16—18×6—8 мкм, эллипсоидной формы.
- Паразитирует на корнях сосен.